# Odesszai kormányzóság

Az Ukrán Szocialista Szovjetköztársaság kormányzóságai 1925-ös állapot szerint, a megszüntetésük előtt

Az Odesszai kormányzóság (ukránul: Одеська губернія [Odeszka hubernyija] vagy Одеська губерня [Odeszka hubernya] ; oroszul: Одесская губерния [Odesszkaja gubernyija]) közigazgatási egység volt az Ukrán Szocialista Szovjetköztársaságban 1920–1925 között. Székhelye Odessza volt.
A már a cári Oroszországban is létezett Herszoni kormányzóságról leválasztott hat járásból hozták létre 1920 január 16-án az Összukrajnai Forradalmi Bizottság 1919. május 10-i döntése nyomán. A tényleges megvalósítást azonban Gyenyikin hadműveleti késleltették. A hat járásból 1921-ben egyet, az Ananyjivi járást megszüntették. 1922. október 21-én az Odesszai kormányzósághoz csatolták a megszüntetett Mikolajivi kormányzóság hat járását is.
Szovjet Ukrajnának a Szovjetunióhoz történt 1921. decemberi csatlakozása után, 1923. április 12-én átszervezték a kormányzóság közigazgatási beosztását és hat járást alakítottak ki.
Az 1923-as átszervezéssel létrehozott járások:
- Baltai járás
- Lizaveti járás (1924. augusztus 7-től Zinovjevszki járás)
- Mikolajivi járás
- Odesszai járás
- Pervomajszki járás
- Herszoni járás

1924. november 26-án a Baltai járás kivált az Odesszai kormányzóságból és ebből létrehozták a Moldáv Autonóm Szovjet Szocialista Köztársaságot.
1923-tól kezdték el Ukrajnában a cári Oroszországtól örökölt kormányzóságok felszámolását és átalakítását, ezzel együtt helyettük a kerületek (okruh) kialakítását. E folyamat részeként az Odesszai kormányzóságot 1925. augusztus 1-jén szüntették meg. A kormányzóság járásaiból öt kerületet (Zinovjevszki kerület, Mikolajivi kerület, Odesszai kerület, Pervomajszki kerület, Herszoni kerület) hoztak létre.